# Прухнувко
Прухнувко (пол. Próchnówko) — село в Польщі, у гміні Тучно Валецького повіту Західнопоморського воєводства.
Населення — 19 осіб (2011).
У 1975-1998 роках село належало до Пільського воєводства.

## Демографія
Демографічна структура станом на 31 березня 2011 року:
|          | Загалом | Допрацездатний вік | Працездатний вік | Постпрацездатний вік |
| -------- | ------- | ------------------ | ---------------- | -------------------- |
| Чоловіки | 8       | 2                  | 5                | 1                    |
| Жінки    | 11      | 3                  | 5                | 3                    |
| Разом    | 19      | 5                  | 10               | 4                    |